# Ca’ Priuli a San Polo

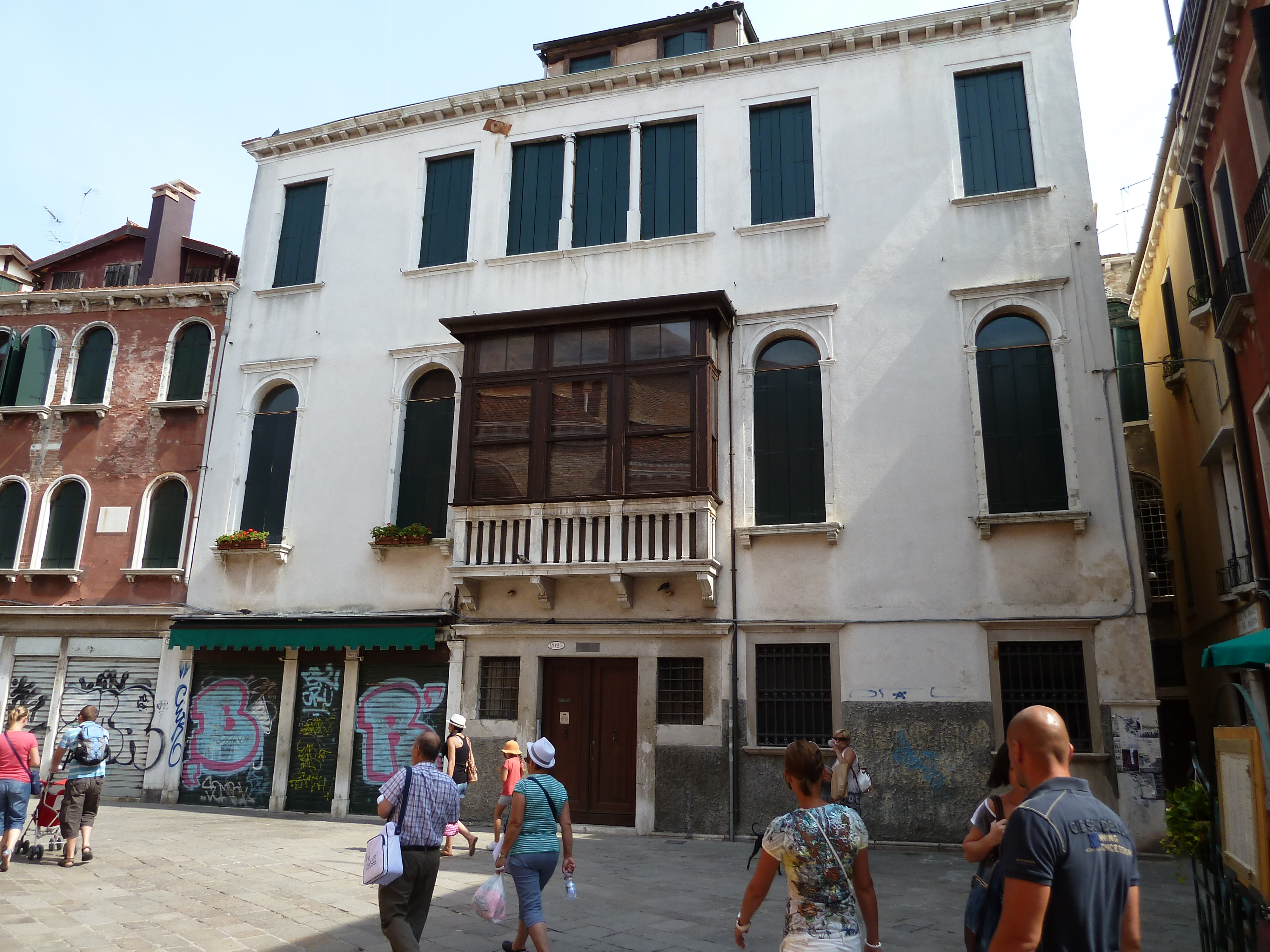
Ca’ Priuli a San Polo: Fassade zur Salizada San Polo

Ca’ Priuli a San Polo ist ein Palast in Venedig in der italienischen Region Venetien. Er liegt im Sestiere San Polo mit Blick zur Salizada San Polo.

## Geschichte
Das Gebäude ließ die Patrizierfamilie Priuli errichten. Heute ist es in Eigentumswohnungen aufgeteilt.

## Beschreibung
Das Renaissancegebäude erstreckt sich über drei Stockwerke – Erdgeschoss und zwei Hauptgeschosse. Die Fassade ist verputzt und weiß gestrichen. Im Erdgeschoss gibt es ein rechteckiges Portal in der Mitte, flankiert von zwei quadratischen Fenstern. Auf der linken Seite ist ein Ladengeschäft untergebracht, rechts neben dem Portal gibt es zwei rechteckige Fenster.
Die Fassade zur Salizada San Polo zeichnet sich durch ein Dreifach-Rundbogenfenster mit vorspringendem Balkon in der Mitte des ersten Obergeschosses aus. Das Dreifachfenster und der Balkon wurden zu einer Loggia zusammengefasst, die auch bei schlechtem Wetter genutzt werden kann. Zu beiden Seiten des Dreifachfensters sind je ein Paar Einzelfenster im selben Stil, versehen mit rechteckigen Rahmen, angebracht.
Das zweite Obergeschoss hat die gleiche Fenstereinteilung wie das erste, wobei die Fenster niedriger und rechteckig sind. Über der gezahnten Dachtraufe gibt es in der Mitte eine große Dachgaube mit zwei rechteckigen Fenstern.